# Нојштат на Валднабу
Нојштат на Валднабу (њем. Neustadt an der Waldnaab) град је у њемачкој савезној држави Баварска. Једно је од 38 општинских средишта округа Нојштат на Валднабу. Према процјени из 2010. у граду је живјело 5.938 становника. Посједује регионалну шифру (AGS) 9374139.

## Географски и демографски подаци
Нојштат на Валднабу се налази у савезној држави Баварска у округу Нојштат на Валднабу. Град се налази на надморској висини од 419 метара. Површина општине износи 9,9 km². У самом граду је, према процјени из 2010. године, живјело 5.938 становника. Просјечна густина становништва износи 597 становника/km².